# جون وارد (لاعب كريكت أسترالي)
جون وارد (بالإنجليزية: John Ward)‏ (15 نوفمبر 1946 بملبورن في أستراليا - ) هو لاعب كريكت أسترالي. لعب مع فريق فكتوريا للكريكت.

## وصلات خارجية
- جون وارد (لاعب كريكت أسترالي) على موقع إي آس بي آن كريك إنفو (الإنجليزية)